# Borolia bipunctata
Borolia bipunctata là một loài bướm đêm trong họ Noctuidae.